# Volkswagen Broscuță
Volkswagen Type 1, cunoscută și sub numele de  Beetle, Fusca, Coccinelle,  Vocho, Bug, Volky sau Käfer (în germană) și Broscuță (în limba română), este o mașină compactă, produsă de Volkswagen din anul 1938 până în anul 2003.
Cu toate că numele de „Beetle” și „Bug” au fost repede adoptate de către publicul larg, abia începând cu august 1967 Volkswagen a început folosirea numelui în materialele promoționale. Mai înainte se numea fie „Type I” sau „1200”, „1300” fie „1500”, acestea fiind numele sub care era comercializată în Europa înainte de 1967. Numerele respective desemnează capacitatea cilindrică a motorului în centimetri cubi.
În 1998, după mulți ani de când modelul original a fost eliminat treptat din majoritatea liniilor de producție din întreaga lume (doar în Mexic a continuat producția vechiului model până în 2003), Volkswagen a lansat modelul „New Beetle” (construit pe platforma de Golf), care semăna foarte mult cu modelul original.

## Istorie

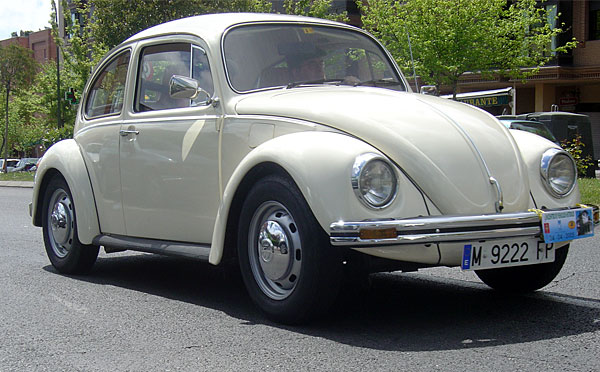
VW Käfer

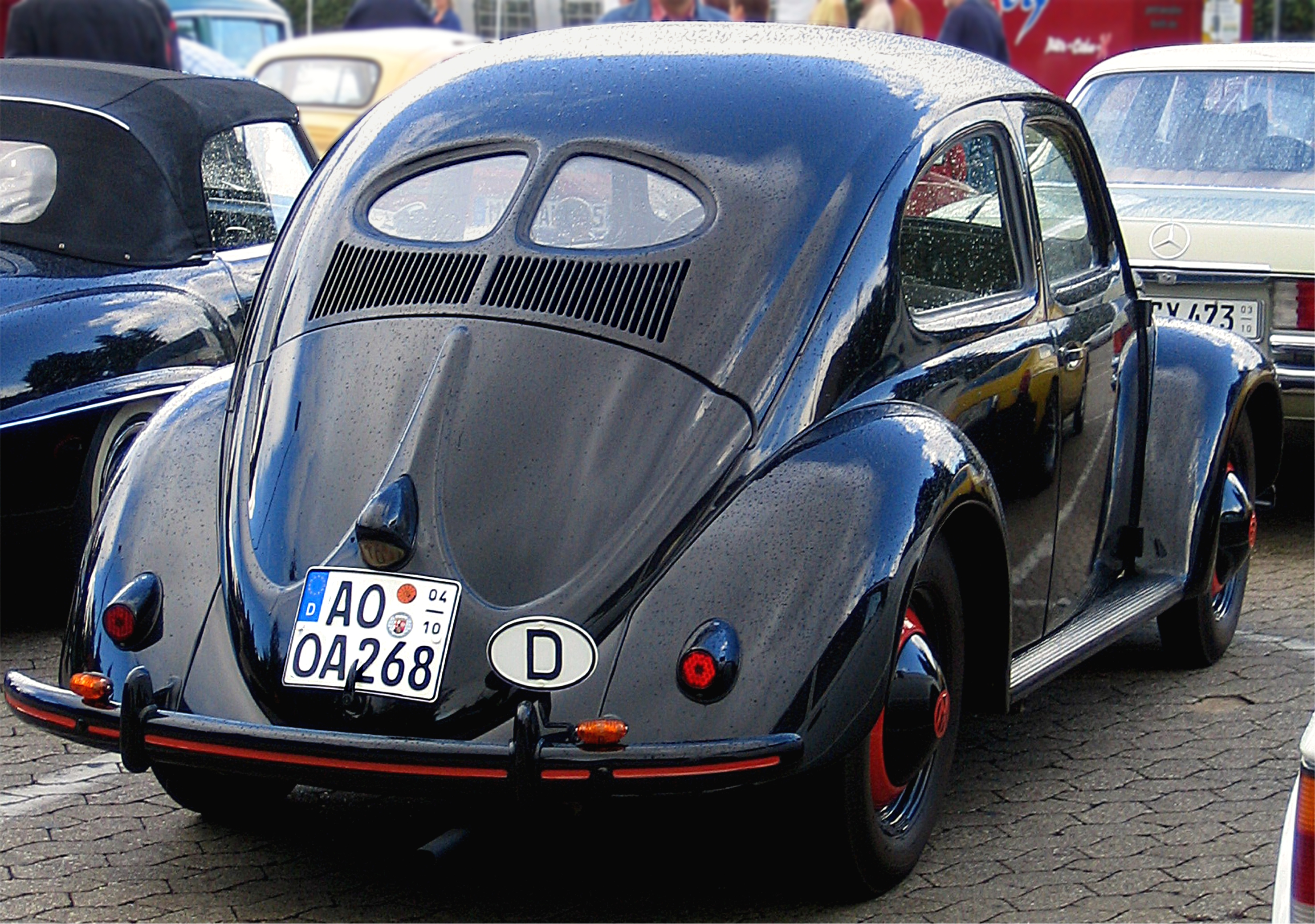
VW Standard, an de construcție 1950

VW Beetle datorează o mare parte din succesul său inginerului de origine austro-ungară Béla Barényi care, în 1925 (cu 5 ani înainte ca Ferdinand Porsche să facă publică versiunea sa), concepea un prototip ce avea să stea la baza renumitului model.
O altă personalitate care a adus o contribuție semnificativă la nașterea Type 1 a fost mecanicul austriac Hans Ledwinka, ce a integrat multitudinea de inovații ale sale în modelul Tatra T77. Versiunea îmbunătățită, T79, este modelul ce l-a impresionat pe Adolf Hitler și l-a determinat să aducă pe străzile germane un automobil similar. Mai exact, Führerul își dorea o mașină pentru 5 persoane, capabilă să atingă 100 km/h și accesibilă oricărui german, costând cel mult 1000 de mărci.
În mod cel puțin surprinzător, modelul ce avea să intre în producție, definitivat de Ferdinand Porsche, va fi inspirat, chiar la sfatul cancelarului, din schițele inginerului ungur Josef Ganz, un evreu. Mașina cu două uși și tracțiune spate, denumită inițial KDF-Wagen, de la „Kraft durch Freude” („Putere prin Bucurie”), integra caracteristici ale schițelor lui Barényi, prototipurilor lui Ganz și modelelor Tatra ale lui Ledwinka. Astfel, în 1937, mașina putea fi achiziționată în schimbul sumei de doar 900 de mărci (400 de dolari), mai puțin decât costă o motocicletă.
Deși 150 000 de germani erau înscriși pe lista de așteptare, într-o primă etapă doar 630 de exemplare au fost produse, fabrica de la Wolfsburg, destinată construcției de mașini ale poporului, fiind rapid transformată în motor militar.
La începutul anilor 1960, autovehiculul a fost introdus și în Statele Unite ale Americii, unde a devenit popular, în ciuda reticenței inițiale a americanilor, cărora le reamintea de ororile celui de-al doilea război mondial.